# 沈澄年
沈澄年（1903年—1979年），抗日战争时期和国共内战时期的主要将领。浙江余姚人。

## 生平
早年就读于黄埔军校，毕业于黄埔第五期步科。之后就读于南京陆军大学，毕业于第十一期正则班。
1936年起，先后任国军旅长、副军长、军长。抗日战争时期，曾先后参加淞沪会战、徐州会战、浙赣会战和常德会战，并参与“台儿庄大捷”。
解放战争时期，担任国军第75整编师师长，於1948年参与豫东战役战败被俘。
解放后，先后担任华北军政大学战术主任教员，中国人民解放军南京军事学院战术组长等职。是少数前国军高级将领得以在大陆未囚禁且善终者。

## 趣事
- 沈澄年是老电影《南征北战》中国民党军师长的原型。